# (1764) Cogshall
(1764) Cogshall ist ein Hauptgürtelasteroid. Er wurde am 7. November 1953 am Goethe-Link-Observatorium bei Brooklyn (Indiana) im Rahmen des Indiana Asteroid Program der Indiana University entdeckt.
Der Asteroid wurde zu Ehren des US-amerikanischen Astronomen Wilbur A. Cogshall benannt.